# Präsident des Staates Palästina
Der Präsident des Staates Palästina (arabisch رئيس دولة فلسطين, DMG Raʼīs Dawlat Filasṭīn) ist das Staatsoberhaupt Palästinas. Jassir Arafat wurde 1989, ein Jahr nach der Palästinensischen Unabhängigkeitserklärung, zum ersten Präsidenten des Staates Palästina ernannt. Der Titel war ursprünglich rein symbolischer Natur und bestand parallel zum de-facto-Amt des Präsidenten der Palästinensischen Autonomiebehörde. Beide Ämter wurden ab 1994 von Arafat bis zu seinem Tod im November 2004 ausgeübt und anschließend von seinem Nachfolger Mahmud Abbas übernommen. Im Januar 2005 bat der Palästinensische Zentralrat (PCC) Abbas, die Aufgaben des Präsidenten des Staates Palästina zu übernehmen. Im November 2008 genehmigte der PCC die Fortsetzung von Abbas’ Amtsausübung als Präsident des Staates Palästina. Seit 2013 ist die Bezeichnung „Präsident des Staates Palästina“ die alleinige offizielle Amtsbezeichnung des palästinensischen Präsidenten.

## Geschichte

### Symbolisches Amt
Am 15. November 1988 rief die Palästinensische Befreiungsorganisation (PLO) den Staat Palästina (SoP) aus. Jassir Arafat, der Vorsitzende der PLO, nahm den Titel „Präsident von Palästina“ an. Die Vereinten Nationen erkannten die PLO als „Vertreter des palästinensischen Volkes“ an. Die PLO errichtete einen Palästinensischen Nationalrat und eine Exilregierung, die beide das palästinensische Volk weltweit repräsentieren sollten.

### Palästinensische Autonomiebehörde
Die Oslo-Verträge führten zur Einrichtung der parallelen Palästinensischen Autonomiebehörde (PA) sowie des Palästinensischen Legislativrats, die beide die Palästinenser in den palästinensischen Gebieten vertreten sollten. Ab 1994 übernahm Jassir Arafat das Amt des Präsidenten der Palästinensischen Autonomiebehörde, das durch die Präsidentschaftswahlen von 1996 gefestigt wurde. Seitdem wurden beide Funktionen – Präsident des Staates Palästina und Präsident der Palästinensischen Autonomiebehörde – von ein und derselben Person ausgeübt.
Im Jahr 2012 erkannte die Generalversammlung der Vereinten Nationen den „Staat Palästina“ als Beobachterstaat ohne Mitgliedschaft an. Dies hob jedoch die Funktion des Präsidenten der Palästinensischen Autonomiebehörde nicht auf, da dieses Amt auf den Oslo-Verträgen basiert.

## Wahl
Im Gegensatz zum Präsidenten der Palästinensischen Autonomiebehörde wird der Präsident des Staates Palästina nicht durch demokratische Wahlen bestimmt, sondern durch den Zentralrat der PLO. Im Jahr 1989 wählte der Zentralrat der PLO Jassir Arafat zum ersten Präsidenten des Staates Palästina. Zu diesem Zeitpunkt wurde die PLO, die ihn wählte, von Arafat selbst geführt.
Nach Arafats Tod im November 2004 blieb das Amt zunächst unbesetzt. Im Mai 2005, vier Monate nachdem Mahmud Abbas zum Präsidenten der Palästinensischen Autonomiebehörde gewählt worden war, bat der Zentralrat der PLO Abbas, das Amt des Präsidenten des Staates Palästina kommissarisch zu übernehmen. Am 23. November 2008 formalisierte der Zentralrat diese Funktion, indem er Abbas zum Präsidenten des Staates Palästina wählte. Die Gremien der PLO, die Abbas 2005 und 2008 einsetzten, wurden damals – und werden bis heute – von Abbas selbst geleitet.

## Liste der Präsidenten des Staates Palästina (seit 1989)
| Nr. | Bild | Name (Geburt-Tod)                           | Amtsantritt       | Amtsende           | Amtsdauer          | Partei | Wahl |
| --- | ---- | ------------------------------------------- | ----------------- | ------------------ | ------------------ | ------ | ---- |
| 1   |      | Jassir Arafat (1929–2004)                   | 2. April 1989     | 11. November 2004† | 15 Jahre, 223 Tage | Fatah  | 1996 |
| _   |      | Rauhi Fattuh (geb. 1948) (geschäftsführend) | 11. November 2004 | 15. Januar 2005    | 65 Tage            | Fatah  | –    |
| 2   |      | Mahmud Abbas (geb. 1935)                    | 15. Januar 2005   | Amtsinhaber        | 20 Jahre, 166 Tage | Fatah  | 2005 |